# Diritti umani in Kenya
In tempi recenti, le principali violazioni dei diritti umani denunciate in Kenya sono relative ad abusi della polizia, limitazioni della libertà politica dei cittadini, mancata accoglienza di profughi e sfollati, e violenza verso le donne. Il presidente Mwai Kibaki si è impegnato fin dalla sua elezione a ridurre le violazioni dei diritti umani in Kenya; nel 2002 è stata istituita in Kenya la Commissione Nazionale sui Diritti Umani (KNCHR), con il compito di vegliare sul rispetto dei diritti umani nel paese.

## Situazione politica
Nelle elezioni del 27 dicembre 2007, la dichiarata vittoria del presidente Mwai Kibaki è stata fortemente contestata sia dall'opposizione interna al paese che da osservatori indipendenti. Sia durante la campagna elettorale che durante le proteste seguite all'esito del voto si sono registrati numerosi episodi di violenza, con centinaia di morti, proprietà bruciate e sfollati. Violenze dello stesso genere sono avvenute in occasione delle precedenti consultazioni elettorali del 1992 e 1997. Un caso particolarmente eclatante di violenza a scopi politici ha coinvolto una candidata parlamentare del distretto di Meru, Flora Igoki Tera. La polizia ha dichiarato di aver aperto indagini relativamente a tutti questi fatti, ma a fine anno non risultava ancora alcun procedimento giudiziario in atto.

## Abusi della polizia
La polizia keniota è stata più volte accusata di violare i diritti umani dei cittadini applicando la tortura e l'omicidio non giustificato. Gran parte di queste violenze sono avvenute durante le operazioni di repressione delle proteste contro l'esito del voto (dicembre); altre sono legate al "giro di vite" chiesto dal governo nei confronti del gruppo Mungiki, dichiarato al bando. La polizia è stata accusata di sparare ai sospetti criminali in situazioni in cui era possibile l'arresto. Su questi abusi non sono state aperte indagini e non sono state chieste spiegazioni ai responsabili del corpo della polizia.

## Asilo politico
Il 3 gennaio 2007, in seguito alla ripresa degli scontri in Somalia fra il governo federale di transizione e le corti islamiche (COSIC), il Kenya ha chiuso i propri confini ai rifugiati somali. Il governo keniota ha giustificato quest'azione come necessaria per impedire l'ingresso dei combattenti delle COSIC nel paese. Il governo keniota ha rimpatriato forzatamente centinaia di somali che chiedevano asilo politico, esponendoli di fatto alle violenze perpetrate in Somalia dalle parti in conflitto. La chiusura del confine ha anche ostacolato l'invio di aiuti umanitari in Somalia.

## Guerra al terrorismo
L'applicazione di leggi speciali concepite per la guerra al terrorismo ha portato a numerosi arresti, detenzioni, maltrattamenti e trasferimenti forzati, eseguiti in assenza di accuse specifiche e accompagnati dalla violazione di diritti civili come il diritto di chiedere asilo.

## Violenza sulle donne
Nonostante la legge promulgata nel 2006 dal governo keniota per contrastare la violenza sessuale, questo reato è ancora molto diffuso nel paese. Stupro (anche su minori) e violenza domestica risultano ancora a livelli estremamente elevati.

## Libertà di espressione
A partire da novembre 2007 è entrato in vigore un nuovo sistema di leggi che prevedono il controllo e la regolamentazione dei media da parte di un consiglio di 13 membri, dotato tra l'altro del diritto di escludere i giornalisti dalla professione. Le decisioni di questo consiglio sono comunque subordinate al potere del governo, come è stato dimostrato durante le elezioni di dicembre, in cui il governo ha vietato la trasmissione in diretta dei risultati elettorali nonostante il parere discorde del consiglio. Al controllo governativo sui media si accompagnano azioni intimidatorie come il pestaggio di un giornalista del Daily Nation che cercava di scattare fotografie al presidente, avvenuto il 7 gennaio 2007. Il direttore del settimanale The Independent, Mburu Muchoki, è stato condannato a un anno di carcere a conclusione di un procedimento penale per diffamazione nei confronti di organi governativi.

## Pena di morte
Il Kenya non sta più applicando la pena di morte, che tuttavia non è stata formalmente abolita. Una mozione abolizionista è stata respinta dal parlamento il 1º agosto.